# Piz Aul
Piz Aul är en bergstopp i Schweiz.   Den ligger i regionen Surselva och kantonen Graubünden, i den östra delen av landet, 130 km öster om huvudstaden Bern. Toppen på Piz Aul är 3 121 meter över havet, eller 411 meter över den omgivande terrängen. Bredden vid basen är 7,6 km.
Terrängen runt Piz Aul är huvudsakligen bergig. Närmaste större samhälle är Ilanz, 17,9 km norr om Piz Aul. 
Trakten runt Piz Aul består i huvudsak av gräsmarker. Runt Piz Aul är det mycket glesbefolkat, med 6 invånare per kvadratkilometer.